# William Heirens
William George Heirens (født 15. november 1928 i Evanston, Illinois, død 5. marts 2012, Chicago, Illinois) var en amerikansk seriemorder, som i 1946 tilstod at have begået tre mord. Heirens er også blevet kaldt The Lipstick Killer, da han skrev beskeder med læbestift på gerningsstedet.
Heirens er angiveligt verdens længst fængslede fange og tilbragte mindst 63 år i fængsel. Han sad fængslet i Dixon Correctional Center, et middel sikkerheds fængsel i Dixon, Illinois, hvor han havde fangenummeret C-06103. Heirens tilbagekaldte sin tilståelse og hævder at være offer for tvangsforhør og politibrutalitet.
Fritz Lang instruerede sin film While the City Sleeps baseret på romanen The Bloody Spur af Charles Einstein, der skildrer historien om Heirens.

## Tidlige liv
Heirens voksede op i Lincolnwood, en forstad til Chicago.
I en alder af 11 hævdede Heirens at have set et par elskende. Han fortalte det til sin mor, der fortalte ham, at al sex var beskidt og ville føre til sygdomme. Mens Heirens kyssede en kæreste, brast han i gråd og begyndte at kaste op i overværelse af pigen.
Da han var 13 år gammel, blev Heirens arresteret for at bære en ladt pistol. Ved en efterfølgende ransagning af Heirens’ hjem fandt man flere våben skjult i et køleskab og på loftet. Heirens tilstod en serie indbrud og blev sendt til Gibault School for egensindige drenge i flere måneder. Han hævdede, at han for det meste stjal for sjov og for spændingens skyld.
Ikke længe efter sin løsladelse blev Heirens igen arresteret for indbrud. Denne gang blev han idømt tre år på St. Bede Academy, der drives af benediktinermunke. I løbet af sin tid på skolen fremstod Heirens som en dygtig studerende. Han blev løsladt, da han var 16 år. Hans gode prøveresultater gav ham adgang til University of Chicago.
Ikke længe efter sin løsladelse, genoptog Heirens dog sine serieindbrud, mens han studerede elektroteknik.

## Mord

### Josephine Ross
Den 5. juni 1945 blev 43-årige Josefine Ross fundet død i sin lejlighed. Hun var gentagne gange blevet stukket med en kniv, og hendes hoved var svøbt i en kjole. Hun formodes at have overrasket en ubuden gæst, som herefter dræbte hende. Mørke hår, der angiver, at hun havde kæmpet med den ubudne gæst, før hun blev dræbt, blev fundet i Ross' hånd. Ingen værdigenstande blev taget fra lejligheden.
Ross' kæreste havde et alibi, og det samme havde hendes tidligere kærester og eksmænd, så politiet havde ingen andre mistænkte. De søgte efter en mørkhåret mand, der var blevet rapporteret til at have slentret ved lejligheden eller kørt væk fra stedet, men var ude af stand til at identificere eller lokalisere ham.

### Frances Brown
Den 11. december 1945 blev Frances Brown fundet stukket ihjel i sin lejlighed. En rengøringskone havde hørt en radio spille højt og opdagede, at Browns dør stod delvis åben. Brown var også blevet brutalt stukket ned, og myndighederne troede, at en indbrudstyv var blevet opdaget eller afbrudt af Brown. Igen var ingen værdigenstande blevet taget, men nogen havde skrevet en besked med læbestift på væggen i Browns lejlighed:
For heavens [sic]
sake catch me
before I kill more
I cannot control myself..
Beskeden i læbestift oversat:
For himlenes [sic]
skyld fang mig
før jeg dræber flere
Jeg kan ikke styre mig selv.
Politiet fandt en plamage af blodige fingeraftryk på dørhåndtaget til hoveddøren. Ligeledes var der et muligt øjenvidne til morderens flugt. Vidnet, George Weinberg, hørte skud ca. klokken 4. Ifølge John Derick, nattevagten stationeret i bygningens lobby, havde en nervøs mand på 35-40 år, der vejede omkring 140 pund, forladt elevatoren og famlet ved døren til gaden.

### Suzanne Degnan
Den 7. januar 1946 blev seksårige Suzanne Degnan opdaget forsvundet fra sit soveværelse. Efter at have ledt i hjemmet uden at finde pigen tilkaldte hendes familie politiet.
Hendes forsvinden fik stor opmærksomhed fra offentligheden, og politiet lovede at finde frem til den ansvarlige. Politiet fandt en stige udenfor pigens vindue, og der blev også fundet et løsesumsnotat, som var blevet overset af familien. I notatet kunne læses:
Get $20,000 ready & waite [sic] for word. Do not notify FBI or police. Bills in $5's and $10's.
På bagsiden af notatet var der skrevet:
Burn this for her safety [sic].
Notatet oversat:
Få 20.000 $ klar og vent [sic] på ordre. Underret ikke FBI eller politiet. Sedler i $ 5'ere og $ 10'ere.
På bagsiden af notatet var der skrevet:
Brænd dette for hendes sikkerheds skyld [sic].
En mand ringede gentagne gange til Degnans bopæl og krævede løsesum, men lagde på før nogen meningsfuld samtale kunne finde sted.
Politiet afhørte Degnan-familiens naboer, men ingen havde set noget usædvanligt. Nogen ringede anonymt til politiet og foreslog dem at kigge i kloakkerne nær Degnans hjem. Politiet undersøgte dette og fandt den unge piges hoved i et opsamlingsbassin i en gyde. I samme gyde fandt de pigens højre ben i et andet opsamlingsbassin, hendes torso i et drænrør, og hendes venstre ben blev fundet i et anden gade. Armene blev fundet i en kloak en måned senere. Eftersøgninger afslørede et vaskerikar i kælderen af et højhus overfor, hvor hovedet blev fundet, og her formodedes hun at være blevet parteret. Pressen kaldte det "Murder Room".
Politiet afhørte hundredvis af mennesker i forbindelse med Degnans mord og udførte undersøgelser med løgnedetektor på omkring 170 personer. Ved flere lejligheder hævdede myndighederne at have fanget morderen, men de mistænkte blev senere løsladt.

#### Hector Verburghs anholdelse
65-årige Hector Verburgh, en pedel i den bygning, hvor Dengan boede, blev arresteret og udråbt som den mistænkte. Politiet fortalt pressen "Dette er denne mand", på trods af uoverensstemmelser mellem Verburghs profil og den, der blev udviklet af morderens færdigheder. Morderens profil inkluderede kirurgisk viden eller i det mindste, at han var slagter. . Politiet nævnte bevismateriale, såsom at Verburgh frekventerede det såkaldte "Murder Room", og at hans snavsede tilstand stemte overens med, at løsepengenotatet var skrevet af en snavset hånd. Politiet forsøgte at presse Verbaughs kone til at indrømme sin mans indblanden i mordet..
Politiet holdt på Verburgh i 48 timer med afhøring og så mange prygl, at han blev alvorligt såret, og bl.a. fik en adskilt skulder. Under hele forløbet nægtede Verburgh at være indblandet i mordet. Verburghs viceværts advokat fik Verburgh frigivet på en stævning af habeas corpus. Han sagde om erfaringen:
"Åh, de hængte mig op, de gav mig bind for øjnene ... Jeg kan ikke løfte mine arme, de er ømme. De havde håndjern på mig i timevis. De kastede mig i cellen med bind for øjnene. Der var håndjern på mine hænder bag min ryg og de trak mig op på en bar, indtil mine tæer rørte gulvet. Jeg spiste ikke, jeg må til hospitalet. Åh, jeg er så syg. Mere, og jeg ville have tilstået til hvad som helst."
Verburgh tilbragte 10 dage på hospitalet. Der blev fastslået, at Verburgh ikke kunne skrive engelsk godt nok til at han kunne have skrevet notatet. Han sagsøgte Chicago Police Department for USD $ 15.000 , men blev tildelt USD $ 20.000 (ca. USD $ 211.000 i 2007 dollars.) Fem tusind dollars ($ 52.740 2007 dollars) af de $ 20.000 tildelt Verburgh blev givet til hans kone.

#### Undersøgelsen af Sidney Sherman
Et andet bemærkelsesværdigt falsk spor var Sidney Sherman, der for nylig var aftrådt fra Marinen. Han havde tjent under Anden Verdenskrig. Politiet havde fundet blond hår bagved den boligblok Degnan boede i, og i nærheden var en ledning, som kunne have været brugt som den garrote, der kvalte Suzanne Degnan. Nær ved dette var der et lommetørklæde, som politiet formodede havde været brugt som en gag for at få Suzanne til at være stille. På lommetørklædet var et vaskerimærkenavn: S. Sherman. Politiet håbede, at det måske var morderen som havde begået den fatale fejl at glemme det. De undersøgte militære optegnelser og opdagede, at en Sidney Sherman boede tæt ved Hyde Park KFUM. Politiet gik over for at afhøre Sherman, og opdagede, at han havde forladt sin bopæl uden at checke ud, og ligeledes sit job uden at afhente sin sidste lønseddel; begge mistænkelige handlinger såfremt Sherman var uskyldig.
En landsdækkende menneskejagt fulgte. Sherman blev fundet fire dage senere i Toledo, Ohio. Han forklarede under afhøringen, at han var løbet bort med sin kæreste, og benægtede, at lommetørklædet var hans. Han blev underlagt en polygraph test, som han bestod, og senere blev han renset for mistanke. I sidste ende blev den rigtige ejer fundet; lommetørklædet tilhørte Airman Seymour Sherman fra New York City, der havde været ude af landet, da Suzanne Degnan blev myrdet. Han havde ingen anelse om, hvordan det kunne have endt i Chicago og tilstedeværelsen af lommetørklædet blev fastslået som værende en tilfældighed.

#### Mystisk telefonopkald løst
På dagen for Suzanne Degnans forsvinden var der flere opkald til Degnans bopæl, der krævede løsesum udbetalt, men uden at yderligere vejledning eller samtale fandt sted. Man tjekkede de lokale hooligans for at se, om de havde nogen forbindelse til Degnans sag. En lokal dreng ved navn Theodore Campbell påstod under afhøring, at en anden lokal teenager ved navn Vincent Costello havde dræbt Suzanne Degnan. Chicago Tribune erklærede Degnansagen løst.
Costello boede kun et par gader fra Degnans hjem og gik på en nærliggende high school, inden han som 16-årig blev dømt for væbnet røveri og sendt på reformskole. Ifølge den historie Campbell fortalte politiet, havde Costello fortalt ham, at han havde kidnappet og dræbt pigen og bortskaffet hendes krop. Costello har angiveligt bedt Campbell om at foretage løsepenge-opkaldene til Degnans familie. Dette forklarer det mystiske løsepengeopkald til Degnanfamilien morgenen efter, at Suzanne var blevet meldt savnet. Politiet anholdt på dette grundlag Costello og forhørte ham natten over.
Historien begyndte at falde fra hinanden, da både Campbells og Costellos løgnedetektortests viste, at de ikke havde kendskab til mordet, og de indrømmede senere, at de havde hørte politifolk diskutere detaljerne i sagen og kom derved på idéen om at ringe til Degnan efter løsepenge.

### Manglende fremskridt
I februar blev Suzanne Degnans arm fundet af en kloakarbejder en halv kilometer fra hendes hjem, efter at resten af hende var fundet. I april blev omkring 370 mistænkte afhørt og renset.
På dette tidspunkt var der en stadig mere kritisk tone i pressen om politiets håndtering af Degnansagen.

#### Anden tilståelse
"Jeg ønsker at komme tilbage til Chicago og tage min medicin, også selvom det betyder stolen", sagde Richard Russell Thomas. Thomas var en mandlig sygeplejerske, der boede i Phoenix, Arizona, og som var flyttet fra Chicago. På dette tidspunkt var han fængslet i Phoenix for at mishandle en af sine egne døtre. Elementer af hans håndskrift matchede løsesumssedlen, og hans medicinske uddannelse som sygeplejerske matchede profilen foreslået af politiet. Men han tog fejl i  nogle elementer af sagen. På grund af disse fejl, og mistanken om, at Thomas tilstod for at undgå fængselstid i Arizona, blev hans tilståelse tilsidesat.
Ifølge en avisudgivelse samme dag, som undersøgelserne af Thomas sluttede, var myndighederne desuden fascinerede af en lovende ny mistænkt. En universitetsstuderende blev fanget på flugt fra en skueplads for et indbrud, imens han viftede med en pistol mod politiet og muligvis forsøgte at dræbe en af de forfølgende politifolk for at undslippe. På dette tidspunkt tilbagekaldte Thomas sin tilståelse, men pressen lagde ikke mærke til dette i lyset af denne nye mistænkte.